# Sho Yano
Sho Timothy Yano (矢野 祥, Yano Shō, born c. 1990, Portland, Oregon) é um pesquisador americano descendente de japoneses e coreanos. Seu pai Katsura é japonês e sua mãe Kyung é da Coreia do Sul.
Possui um QI de 200. Começou a ler aos dois anos, e escrever aos três, tocar piano aos quatro, e compor músicas aos cinco.
Ingressou na Loyola University Chicago aos nove anos, e se graduou summa cum laude aos doze anos.